# 12-Oksofitodienoat reduktaza
12-Oksofitodienoat reduktaza (EC 1.3.1.42, 12-okso-fitodienoinska kiselina reduktaza) je enzim sa sistematskim imenom 8-((1R,2R)-3-okso-2-{(Z)-pent-2-enil}ciklopentil)oktanoat:NADP+ 4-oksidoreduktaza. Ovaj enzim katalizuje sledeću hemijsku reakciju
8-[()-3-okso-2-{()-pent-2-enil}ciklopentil]oktanoat + NADP+ {\displaystyle \rightleftharpoons } (15Z)-12-oksofito-10,15-dienoat + NADPH + H+
Ovaj enzim učestvuje u konverziji linolenata u jasmonat kod kukuruza.

## Literatura
- Nicholas C. Price; Lewis Stevens (1999). Fundamentals of Enzymology: The Cell and Molecular Biology of Catalytic Proteins (Third изд.). USA: Oxford University Press. ISBN 019850229X.
- Eric J. Toone (2006). Advances in Enzymology and Related Areas of Molecular Biology, Protein Evolution (Volume 75 изд.). Wiley-Interscience. ISBN 0471205036.
- Branden C; Tooze J. Introduction to Protein Structure. New York, NY: Garland Publishing. ISBN 0-8153-2305-0.
- Irwin H. Segel. Enzyme Kinetics: Behavior and Analysis of Rapid Equilibrium and Steady-State Enzyme Systems (Book 44 изд.). Wiley Classics Library. ISBN 0471303097.
- William P. Jencks (1987). Catalysis in Chemistry and Enzymology. Dover Publications. ISBN 0486654605.

## Spoljašnje veze
- 12-oxophytodienoate+reductase на 